# Phytophthora megakarya
Espèce
Phytophthora megakarya est une espèce de pseudo-champignons oomycètes de la famille des Peronosporaceae, endémique de l'Afrique occidentale et centrale (Cameroun, Ghana, Nigeria). C'est un parasite du cacaoyer (Theobroma cacao) qui est sont seul hôte connu. Ce phytophthora est l'un des agents causaux, et le plus agressif, de la maladie dite pourriture brune des cabosses du cacaoyer.
L'origine de Phytophthora megakarya est inconnue. Cet oomycète a été observé pour la première fois sur cacaoyer au Gabon et au Nigeria en 1970, alors que la culture du cacaoyer a été introduite en Afrique au cours du XIXe siècle. Ce parasite se trouvait peut-être sur d'autres espèces végétales non-identifiées et aurait effectué un « saut d'hôte » à la rencontre du cacaoyer, ou pourrait avoir une origine tellurique.